# It Gets Better (singolo)
It Gets Better è un singolo del supergruppo svedese Swedish House Mafia, pubblicato il 15 luglio 2021 come primo estratto dal primo album in studio Paradise Again.

## Descrizione
Il singolo rappresenta la prima pubblicazione inedita del trio a distanza di circa nove anni, quando pubblicarono la raccolta Until Now, ed è caratterizzato da sonorità prevalentemente elettroniche accompagnate da un cantato che ripete continuamente la frase «It gets better baby/I want you baby, yeah/It gets better baby, whoo/Let me love you».

## Promozione
It Gets Better è stato reso disponibile digitalmente a partire dal 15 luglio 2021, venendo eseguito per la prima volta dal vivo al The Tonight Show quattro giorni più tardi all'interno di un medley con il successivo singolo Lifetime.

## Video musicale
Il video, reso disponibile in concomitanza con il lancio del singolo, è stato diretto da Alexander Wessely e mostra scene di un gruppo di persone ballare a tempo con il brano alternate ad altre nelle quali vengono mostrati i tre componenti del gruppo addormentati e avvolti da numerosi cavi.

## Tracce
Testi e musiche di Axel Hedfors, Steve Angello, Sebastian Ingrosso, Magnus Lindehäll, Carl Nordström, Carl Löf, Lee Hazlewood, Al Mack.
1. It Gets Better – 3:04

## Formazione
Hanno partecipato alle registrazioni, secondo le note di copertina di Paradise Again:
Gruppo
- Axwell – programmazione, batteria, tastiera
- Steve Angello – programmazione, batteria, tastiera
- Sebastian Ingrosso – programmazione, batteria, tastiera

Altri musicisti
- Carl Nordström – programmazione, batteria, tastiera

Produzione
- Swedish House Mafia – produzione, registrazione
- Desembra – produzione, registrazione
- Sean Solymar – assistenza al missaggio e al missaggio Atmos
- Tommy Rush – assistenza al missaggio e al missaggio Atmos
- Mike Dean – missaggio e mastering

## Classifiche
| Classifica (2021)              | Posizione massima |
| ------------------------------ | ----------------- |
| Stati Uniti (dance/electronic) | 13                |
| Svezia                         | 35                |